# 维塔士
维塔士（英語：Virtuos）是一家总部位于新加坡的电子游戏开发商，提供游戏及电影产业数字娱乐产品服务，于2004年建立。除了位于新加坡的公司总部和研发中心，此外维塔士还在上海、成都、西安、越南胡志明市设有工作室，在巴黎、温哥华和东京设有办公室。
维塔士拥有超过1500名全职专业人员，提供3D美术、概念艺术和动画设计，完整游戏共同开发与重制，软件工程，音效设计和QA测试服务。维塔士作为电子游戏开发商，既参与部分环节的游戏创作，也参与完整游戏“共同开发”工作，这包括移植与重制游戏。维塔士有PlayStation 4、Xbox One、任天堂Switch游戏开发许可。其顾客包括动视、艺电、LucasArts、微软、索尼、史克威尔艾尼克斯、育碧和Zynga等大型厂商。
2011年9月，维塔士宣布收购Sparx*动画工作室，并入胡志明开发中心专门负责3D动画、电影、电视、游戏过场的制作。2016年，公司宣布Dan Offner作为顾问加入董事会，以及Brian Waddle作为全球销售与市场总裁加入维塔士团队。
2018年3月，维塔士宣布成功完成了一轮1500万美元的融资，并在新加坡建立了新的总部和研发中心。